# Recilia angustisectus
Recilia angustisectus är en insektsart som beskrevs av Rauno E. Linnavuori 1962. Recilia angustisectus ingår i släktet Recilia och familjen dvärgstritar. Inga underarter finns listade i Catalogue of Life.